# Netcat
netcat – uniwersalne narzędzie skanująco-monitorujące oraz prosty serwer, odpowiednik polecenia cat, uzupełniony o komunikację TCP/IP (stąd net-cat, sieciowy cat). 
Jest to jedna komenda nc (brak interfejsu graficznego), co umożliwia używanie programu w skryptach.

## Implementacje
- oryginalna dla systemów Unix, a później również dla Microsoft Windows;
- napisana od nowa wersja na licencji GNU General Public License (ostatnia wersja 1.10 z roku 2009);
- o zmodyfikowanej funkcjonalności:
  - aes-netcat (szyfrowanie AES),
  - cryptcat (szyfrowanie Twofish),
  - ncat (ssl, proxy, socks, IPv6),
  - netcat6 (IPv6),
  - sbd (szyfrowanie AES),
  - socat (o zwiększonych możliwościach, kosztem rozmiaru i skomplikowanego użytkowania).